# Crocidura afeworkbekelei
Crocidura afeworkbekelei — вид ссавців родини Soricidae. Це ендемік Ефіопії.

## Поширення і середовище проживання
Вважається, що цей вид є ендемічним для гір Бейл на плато Санетті на південному заході Ефіопії. Мешкає в афромонтанській зоні з низькою та розсіяною рослинністю, приблизно на висоті 4000 метрів над рівнем моря.

## Опис
Це невелика землерийка з довжиною голови і тіла 78–85 міліметрів, довжиною хвоста 43–48 міліметрів, довжиною лап 16,3–17 міліметрів і довжиною вух 8,5–10 міліметрів. Волосяний покрив спини сірувато-коричневий з сірою основою волосків, а черевні частини – сірі зі світло-жовтими кінчиками. Задня частина ніг світло-сіра. Лапи злегка подовжені. Хвіст зверху коричневий, знизу коричнево-сірий і вкраплений довгими щетинками.